# شارلوت کر (بازیکن فوتبال)
شارلوت کر (انگلیسی: Charlotte Kerr؛ زادهٔ ۲۶ نوامبر ۱۹۹۴) بازیکن فوتبال اهل انگلستان است که در پست مدافع یا هافبک بازی می‌کند.